# Musaeum Tradescantianum
O Musaeum Tradescantianum foi o primeiro museu aberto ao público inaugurado na Inglaterra. Localizado no Vauxhall, no sul de Londres, ele compreendia uma coleção de curiosidades reunidas por John Tradescant o mais velho e seu filho em um edifício chamado The Ark, e uma coleção botânica no recinto do edifício.
Tradescant dividiu as exposições em objetos naturais (Naturalia) e objetos sintéticos (Artificialia). A primeira descrição da coleção, feita por Peter Mundy, data do ano de 1634. Após a morte do Tradescant mais velho e sua esposa, a coleção passou para as mãos do rico colecionador Elias Ashmole, que em 1691 deu a Universidade de Oxford, se tornando o núcleo do recém-fundado Ashmolean Museum.
A coleção Tradescant é o mais antigo dos principais gabinetes de curiosidades que já existiram no Reino Unido.